# Blücher 2. farkasfalka
A Blücher 2. farkasfalka a Kriegsmarine tengeralattjárókból álló második világháborús támadóegysége volt, amely összehangoltan tevékenykedett 1942. március 11. és 1942. március 18. között az Atlanti-óceán északi részén, Írországtól délnyugatra, Portugáliától nyugatra. A második Blücher farkasfalka nyolcbúvárhajóból állt, amelyek hat hajót süllyesztettek el, egyet pedig megrongáltak. Ezek összesített vízkiszorítása 52 536 (brt) volt. A tengeralattjárók nem szenvedtek veszteséget. A farkasfalka Gebhard Leberecht von Blücher porosz tábornagyról kapta a nevét.

## A farkasfalka tengeralattjárói
| A hajó száma | Parancsnoka             | Részvétel kezdete   | Részvétel vége      |
| ------------ | ----------------------- | ------------------- | ------------------- |
| U–107        | Harald Gelhaus          | 1942. augusztus 23. | 1942. augusztus 28. |
| U–214        | Günther Reeder          | 1942. augusztus 14. | 1942. augusztus 28. |
| U–333        | Peter-Erich Cremer      | 1942. augusztus 14. | 1942. augusztus 18. |
| U–406        | Horst Dieterichs        | 1942. augusztus 14. | 1942. augusztus 28. |
| U–566        | Gerhard Remus           | 1942. augusztus 14. | 1942. augusztus 28. |
| U–591        | Heinrich Müller-Edzards | 1942. augusztus 14. | 1942. augusztus 20. |
| U–594        | Friedrich Mumm          | 1942. augusztus 14. | 1942. augusztus 28. |
| U–653        | Gerhard Feiler          | 1942. augusztus 14. | 1942. augusztus 18. |

## Elsüllyesztett hajók
| Dátum               | A búvárhajó száma | A hajó neve     | Nemzetisége        | Vízkiszorítása | Konvoj |
| ------------------- | ----------------- | --------------- | ------------------ | -------------- | ------ |
| 1942. augusztus 17. | U–566             | Triton          | Norvégia           | 6607           | SL–118 |
| 1942. augusztus 18. | U–214             | Balingkar       | Hollandia          | 6318           | SL–118 |
| 1942. augusztus 18. | U–214             | Hatarana        | Egyesült Királyság | 7522           | SL–118 |
| 1942. augusztus 18. | U–214             | HMS Cheshire*   | Egyesült Királyság | 10 552         | SL–118 |
| 1942. augusztus 19. | U–406             | City of Manila  | Egyesült Királyság | 7452           | SL–118 |
| 1942. augusztus 28. | U–566             | City of Cardiff | Egyesült Királyság | 5661           | SL–119 |
| 1942. augusztus 28. | U–566             | Zuiderkerk      | Hollandia          | 8424           | SL–119 |

* Felfegyverzett óceánjáró